# Philippe Evanno
Pour les articles homonymes, voir Evanno.
Philippe Evanno, né le 30 mars 1959 à Lorient (Bretagne, France), est un historien français, notamment spécialiste de la Terreur et de l'Afrique. Engagé en politique, d'abord au sein de l'UNI et du RPR, puis de l'UMP, il est aussi un promoteur et un acteur de la coopération entre la France et les pays d'Afrique.

## Biographie
Militant politique à droite, il entre à l'Union nationale inter-universitaire (UNI) en 1978. Il en est délégué national de 1984 à 1991 puis délégué général de 1991 à 2002. Il fonde également en 1994 l'AFIJ (Association pour faciliter l'insertion professionnelle des jeunes diplômés) dont il est secrétaire général de 1994 à 2000 puis trésorier jusqu'en 2004. Cette association fonctionne sur un mode paritaire, réunissant l'ensemble des associations étudiantes représentatives et des mutuelles étudiantes.
Lié aux « réseaux Foccart », il intervient en 2004 et 2005 dans le processus de négociation des otages français en Irak, Christian Chesnot, Georges Malbrunot, Florence Aubenas et Hussein Hannoun. Jacques Foccart ayant été à l'origine de l'UNI et ayant suivi les actions de ce mouvement jusqu'à sa mort en 1997, c'est dans le cadre de l'UNI que Philippe Evanno est amené à collaborer avec lui. Progressivement, après la chute du mur de Berlin, Philippe Evanno met en œuvre des actions de soutien aux étudiants africains et crée notamment l'Alliance des Étudiants Francophones (AEF) dont Jacques Foccart accepte d'être le président d'honneur. L'AEF organise plusieurs opérations de soutien à ses activités notamment la Nuit du Web et de la Francophonie (1998 et 1999) et le Festival de l'Internet francophone (2000, 2001 et 2002). Plusieurs des cadres de l'AEF ont depuis poursuivi leur carrière dans les cabinets ministériels et dans l'administration centrale.
En octobre 2006 Il intervient dans le dossier de Gilad Schalit otage français enlevé le 26 juin 2006 par le Hamas, il contribue à organiser la première rencontre en France entre la famille et le quai d'Orsay. 
En décembre 2007, il organise un colloque international sur le thème nouveau « Colonisation-Évangélisation : les relations entre les pouvoirs coloniaux, les pouvoirs locaux et les missions ». En février 2013, il organise également un colloque international sur le thème des « Menaces en Afrique du Nord et au Sahel et sécurité globale de l'Europe ».
Docteur en histoire, il est ingénieur d'études (personnel d'accompagnement de la recherche) au Centre Roland-Mousnier (UMR 8596)

## Fonctions
- 1983-1989 : membre du CNESER (Conseil national de l'enseignement supérieur et de la recherche).
- 1992-2002 : membre observateur du conseil national du RPR.
- 1996-2002 : secrétaire général de l'Alliance des Enseignants et Chercheurs Francophones (AECF).
- 2002-septembre 2005 : secrétaire général de la Fédération des métiers de l'enseignement et de la recherche de l'UMP. Membre du conseil national de l'UMP[9].
- 2003-2005 : administrateur de la Fondation Santé des Étudiants de France (présidée par Bernard Debré de 2003 à mai 2007)[10].
- 2001-2018 : membre du groupe de réflexion Phénix[11].
- Depuis juin 2004 : président de l'Institut de prospective africaine (IPA)[12].
- 2006-2012 : membre du Collège européen des experts en administration publique[13].
- 2009-2019 : membre du conseil d'administration de l'IRCOM (Institut de recherches sur les civilisations de l'Occident moderne), université Paris-Sorbonne[14].
- Depuis septembre 2012 : directeur de la publication de Prospective Africaine[15].

## Publications
- Avec Dominique Lambert de La Douasnerie et Jean de Viguerie, Les martyrs d’Avrillé. Catholicisme et Révolution, Chambray-lès-Tours, CLD, 1983  (ISBN 2-85023-078-2).
- Avec Jacques Frémeaux et Aymeric Chauprade, Menaces en Afrique du Nord et au Sahel et sécurité globale de l'Europe, Paris, Ellipses, 2013, 188 p.  (ISBN 978-2-7298-8232-7).